# Spitzblättriger Spargel
Der Spitzblättrige Spargel (Asparagus acutifolius), auch Stechender Spargel oder Wilder Spargel genannt, ist eine Pflanzenart aus der Gattung Spargel (Asparagus) in der Familie der Spargelgewächse (Asparagaceae).

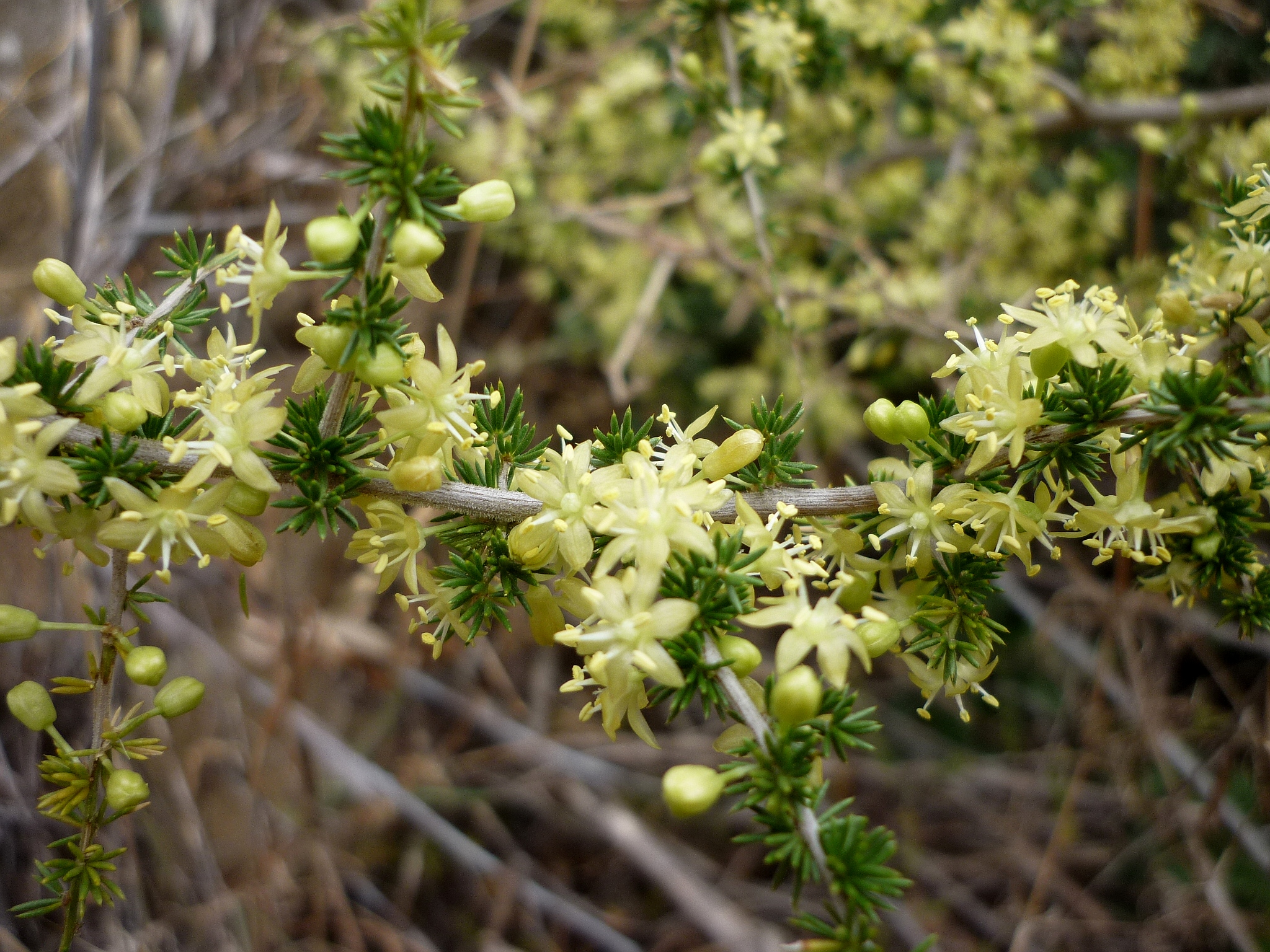
Männliche Blüten des zweihäusigen Spitzblättrigen Spargels

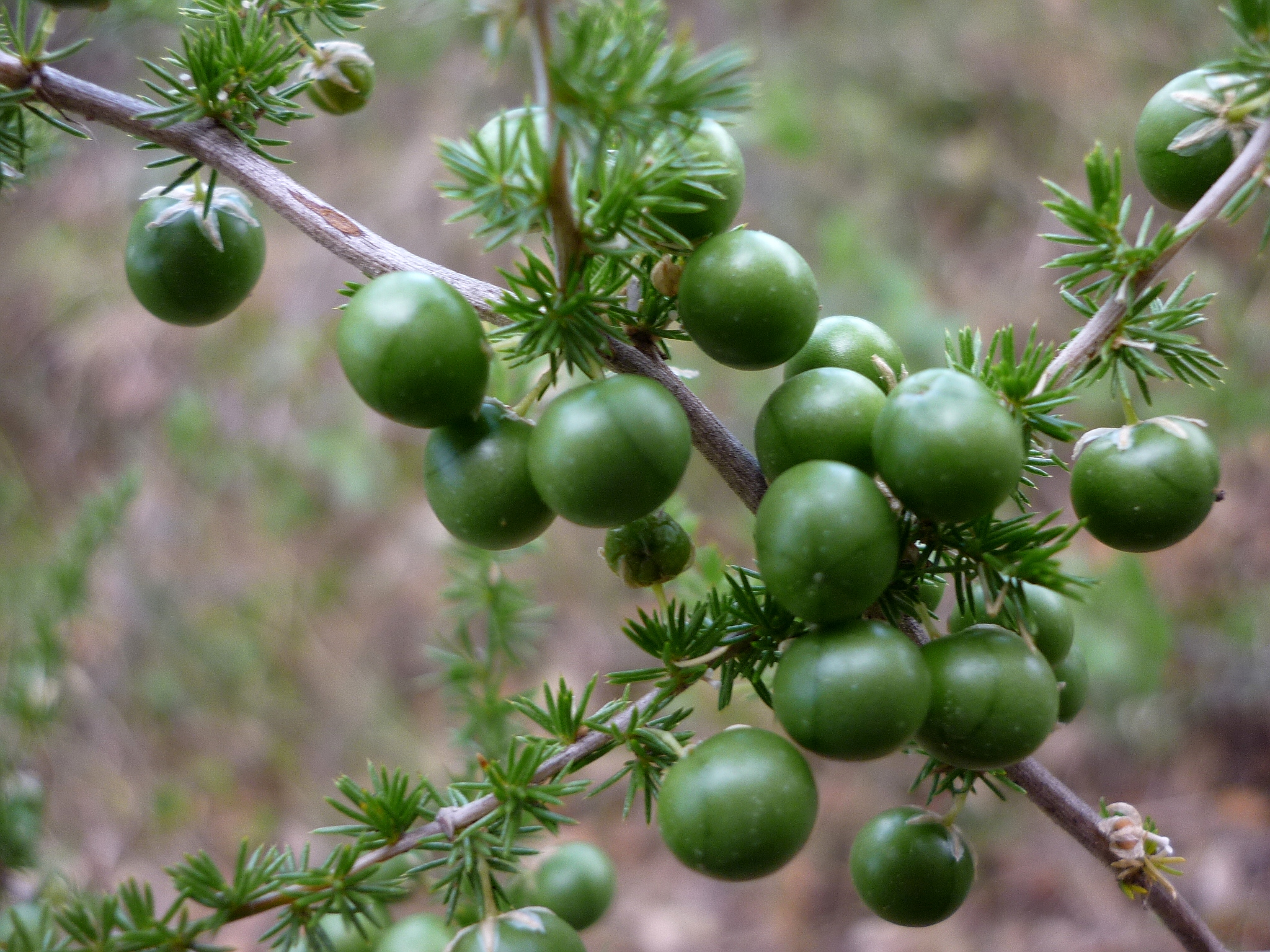
Unreife Früchte des Spitzblättrigen Spargels

## Merkmale
Der Spitzblättrige Spargel ist ein immergrüner Halbstrauch, der Wuchshöhen von 1 bis 2 Meter erreicht. Der holzige Stängel ist weißlich bis grau, bogig überhängend oder kletternd. Der Stängel und seine Verzweigungen sind längs gefurcht bis fast glatt. Je Knoten sind (5–)10–30(–50) Scheinblätter vorhanden, die in Büscheln in den Achseln kleiner schuppenförmiger „Blättchen“ stehen. Die Scheinblätter sind grün bis blaugrün, steif, spitz-stechend und messen 2–8(–10) × 0,3–0,5 Millimeter. Die Schuppenblätter haben am Grund einen 2 bis 4 Millimeter langen Dorn.
Der Spitzblättrige Spargel ist zweihäusig diözisch. Die Blüten stehen zu (1–)2–4 zusammen mit den Scheinblättern an den Knoten. Sie sind gelblich-grün und besitzen eine glockige, 6-teilige und 3–4 Millimeter lange Blütenhülle. Der Blütenstiel ist 3–7(–8) Millimeter lang. Die männlichen Blüten besitzen 6 Staubblätter und einen reduzierten Pistillode, die weiblichen besitzen 6 Staminodien. Der dreikammerige Fruchtknoten der weiblichen Blüten ist oberständig.
Die rundlichen Beeren haben einen Durchmesser von 4,5–7,5(–10) Millimeter, sind im reifen Zustand bläulich-schwarz und enthalten 1–2 Samen. Die rundlichen Samen sind schwärzlich.
Die Blütezeit reicht von (Juli) August bis September (Oktober). Die Bestäubung erfolgt durch Insekten und die Verbreitung der Samen durch Tiere.
Die Chromosomenzahl beträgt 2n = 20.

## Vorkommen
Der Spitzblättrige Spargel kommt rund um das Mittelmeer in lichten Wäldern, Macchien und Garigues bis in eine Höhe von 800 Metern vor. Er wächst sowohl an sonnigen als auch an halbschattigen Stellen und kommt auf trockenen, steinigen, silikatischen oder kalkhaltigen Böden vor. Er ist ein Anzeiger für trockene Standorte. Der Spitzblättrige Spargel kommt in Spanien (einschl. der Balearen), Frankreich (einschl. Korsika), dem früheren Jugoslawien, Albanien, Griechenland (einschl. Kreta), Italien (einschl. Sardinien, Sizilien), auf Zypern, Israel, der Türkei dem nördlichen Algerien, dem nördlichen Libyen, Marokko und Tunesien vor.

## Nutzung
Der wildwachsende Spitzblättrige Spargel wird rund um Triest, in den wärmeren Teilen Sloweniens und Kroatiens aber auch im Südosten Frankreichs und im Nordosten Spaniens (Katalonien) in Form der jungen Triebe gesammelt, kurz angeschmort und als Gemüsebeilage gegessen. Die Triebe sind wesentlich dünner als der kommerzielle Spargel, aber geschmacklich viel intensiver. Sie besitzen einen leicht bitteren Geschmack sowie antioxidative und antiproliferative Eigenschaften.
Spitzblättriger Spargel wird selten als Zierpflanze genutzt. Die Art ist seit spätestens 1640 in Kultur.